# Patinatge artístic als Jocs Olímpics d'hivern de 2006
Als Jocs Olímpics d'Hivern de 2006 celebrats a la ciutat de Torí (Itàlia) es disputaren quatre proves de patinatge artístic sobre gel, una en categoria masculina, una altra en categoria femenina i dues en categoria mixta per parelles.
Les proves es disputaren entre els dies 11 i 23 de febrer de 2006 a les instal·lacions del Torino Palavela. Hi participaren un total de 147 patindors, entre ells 74 homes i 73 dones, de 35 comitès nacionals diferents.

## Resum de medalles

### Categoria masculina
| Prova              | Or               | Argent           | Bronze         |
| Individual Detalls | Evgeni Plushenko | Stéphane Lambiel | Jeffrey Buttle |

### Categoria femenina
| Prova              | Or              | Argent      | Bronze          |
| Individual Detalls | Shizuka Arakawa | Sasha Cohen | Irina Slutskaya |

### Categoria mixta
| Prova            | Or                                        | Argent                                       | Bronze                                    |
| Parelles Detalls | Rússia Tatiana Totmianina · Maxim Marinin | R.P. de la Xina Zhang Dan · Zhang Hao        | R.P. de la Xina Shen Xue · Zhao Hongbo    |
| Dansa Detalls    | Rússia Tatiana Navka · Roman Kostomarov   | Estats Units Tanith Belbin · Benjamin Agosto | Ucraïna Elena Grushina · Ruslan Goncharov |

## Medaller
| Posició | País            | Or | Argent | Bronze | Total |
| 1       | Rússia          | 3  | 0      | 1      | 4     |
| 2       | Japó            | 1  | 0      | 0      | 1     |
| 3       | Estats Units    | 0  | 2      | 0      | 2     |
| 4       | R.P. de la Xina | 0  | 1      | 1      | 2     |
| 5       | Suïssa          | 0  | 1      | 0      | 1     |
| 6       | Canadà          | 0  | 0      | 1      | 1     |
| 6       | Ucraïna         | 0  | 0      | 1      | 1     |
|         |                 |    |        |        |       |
| Total   | Total           | 5  | 3      | 4      | 12    |